# Stenohya caelata
Stenohya caelata är en spindeldjursart som först beskrevs av Giuliano Callaini 1990.  Stenohya caelata ingår i släktet Stenohya och familjen helplåtklokrypare. Inga underarter finns listade i Catalogue of Life.